# Wijken en buurten in Waalwijk
De Nederlandse gemeente Waalwijk is voor statistische doeleinden onderverdeeld in wijken en buurten. De gemeente is verdeeld in de volgende statistische wijken:
- Wijk 00 Waalwijk (CBS-wijkcode:086700)
- Wijk 01 Bedrijventerreinen Waalwijk (CBS-wijkcode:086701)
- Wijk 02 Sprang (CBS-wijkcode:086702)
- Wijk 03 Vrijhoeve (CBS-wijkcode:086703)
- Wijk 04 Capelle en Nieuwe Vaart (CBS-wijkcode:086704)
- Wijk 05 Waspik (CBS-wijkcode:086705)
- Wijk 06 Waspik-Zuid (CBS-wijkcode:086706)

Een statistische wijk kan bestaan uit meerdere buurten. Onderstaande tabel geeft de buurtindeling met kentallen volgens het Centraal Bureau voor de Statistiek (2008):
| CBS-buurtcode | Buurtnaam                                 | Inwonertal | Opp. totaal (ha) | Opp. land (ha) | Ligging                |
| ------------- | ----------------------------------------- | ---------- | ---------------- | -------------- | ---------------------- |
| BU08670000    | Waalwijk-Centrum                          | 4260       | 109              | 109            | Locatie in de gemeente |
| BU08670001    | Besoijen                                  | 3400       | 84               | 84             | Locatie in de gemeente |
| BU08670002    | Baardwijk                                 | 1840       | 120              | 117            | Locatie in de gemeente |
| BU08670003    | Laageinde                                 | 3640       | 52               | 52             | Locatie in de gemeente |
| BU08670004    | Antoniusparochie                          | 1980       | 29               | 29             | Locatie in de gemeente |
| BU08670005    | Bloemenoord en 't Groenewoud              | 3170       | 76               | 76             | Locatie in de gemeente |
| BU08670006    | Zanddonk                                  | 5700       | 100              | 100            | Locatie in de gemeente |
| BU08670007    | Meerdijk                                  | 2880       | 120              | 120            | Locatie in de gemeente |
| BU08670008    | De Hoef                                   | 2340       | 51               | 49             | Locatie in de gemeente |
| BU08670009    | Verspreide huizen Waalwijk                | 90         | 886              | 805            | Locatie in de gemeente |
| BU08670100    | Bedrijventerrein Haven                    | 50         | 353              | 340            | Locatie in de gemeente |
| BU08670101    | Bedrijventerrein Besoyen                  | 40         | 23               | 23             | Locatie in de gemeente |
| BU08670102    | Bedrijventerrein Zanddonk                 | 80         | 77               | 77             | Locatie in de gemeente |
| BU08670103    | Bedrijventerrein Eerste Zeine             | 110        | 9                | 9              | Locatie in de gemeente |
| BU08670200    | Sprang                                    | 2090       | 68               | 68             | Locatie in de gemeente |
| BU08670201    | Bedrijventerrein Berkhaag                 | 160        | 26               | 26             | Locatie in de gemeente |
| BU08670202    | Lint van Sprang                           | 360        | 22               | 22             | Locatie in de gemeente |
| BU08670203    | Driessen                                  | 1150       | 181              | 181            | Locatie in de gemeente |
| BU08670209    | Verspreide huizen Sprang                  | 60         | 443              | 426            | Locatie in de gemeente |
| BU08670300    | Vrijhoeve                                 | 4300       | 111              | 111            | Locatie in de gemeente |
| BU08670301    | Lint van Vrijhoeve                        | 240        | 28               | 28             | Locatie in de gemeente |
| BU08670309    | Verspreide huizen Vrijhoeve               | 550        | 717              | 681            | Locatie in de gemeente |
| BU08670400    | Capelle                                   | 280        | 17               | 16             | Locatie in de gemeente |
| BU08670401    | Nieuwe Vaart                              | 730        | 32               | 32             | Locatie in de gemeente |
| BU08670402    | Lint van Nieuwe Vaart                     | 420        | 27               | 27             | Locatie in de gemeente |
| BU08670403    | Bedrijventerrein Nederveenweg en haven    | 40         | 6                | 6              | Locatie in de gemeente |
| BU08670409    | Verspreide huizen Capelle en Nieuwe Vaart | 590        | 1143             | 1089           | Locatie in de gemeente |
| BU08670500    | Waspik                                    | 3610       | 123              | 121            | Locatie in de gemeente |
| BU08670501    | Bedrijventerrein Waspik                   | 70         | 229              | 218            | Locatie in de gemeente |
| BU08670509    | Verspreide huizen Waspik                  | 280        | 1084             | 1005           | Locatie in de gemeente |
| BU08670600    | Waspik-Zuid                               | 1070       | 76               | 76             | Locatie in de gemeente |
| BU08670609    | Verspreide huizen Waspik-Zuid             | 60         | 353              | 351            | Locatie in de gemeente |